# مارك راسموسن
مارك راسموسن (بالإنجليزية: Mark Rasmussen)‏ (28 أكتوبر 1983 بنيوكاسل أبون تاين في المملكة المتحدة - ) هو لاعب كرة قدم بريطاني في مركز الوسط. لعب مع نادي أكرينغتون ستانلي ونادي بيرنلي ونادي غيتزهد وAlbany Creek Excelsior FC ‏ وHebburn Town F.C. ‏ ونادي شيلدز الشمالية ‏ وWest Allotment Celtic F.C. ‏ وNewcastle Benfield F.C. ‏.

## وصلات خارجية
- مارك راسموسن على موقع قاعدة بيانات كرة القدم.إي يو (الإنجليزية)